# Trinidad Sánchez Moreno
Trinidad Sánchez Moreno (Dos Hermanas, Sevilla, 10 de febrero de 1929-Roma, 28 de julio de 2021), conocida como Madre Trinidad de la Santa Madre Iglesia fue una seglar consagrada a Dios española, fundadora «La Obra de la Iglesia»,  Institución eclesial de derecho pontificio.

## Biografía
Trinidad Sánchez nació en la localidad sevillana de Dos Hermanas. A los seis años, mientras jugaba, unas amigas le pintaron los ojos con cal y estuvo a punto de perder la vista. Desde entonces asistió al colegio únicamente de oyente, siendo esa la única formación que recibió. Trinidad hizo sus estudio primarios en el Colegio de la Sagrada Familia que regentaban las monjas Hijas de la Caridad de San Vicente de Paul.   En 1943, cuando contaba catorce años comenzó a trabajar en la zapatería «La Favorita», el comercio familiar situado en su localidad natal .  En su juventud la madre Trinidad formó parte del Instituto Secular Alianza en Jesús por María, conocidas como las Aliadas , que en las décadas de 1950 y 1960 tuvieron una época de esplendor en su pueblo natal de Dos Hermanas.
En Dos Hermanas permanecerá  hasta 1955, cuando, con veintiséis años se desplaza a Madrid acompañando a uno de sus hermanos. Anteriormente, a los diecisiete años, durante la víspera de la Inmaculada Concepción de 1946, sintió la llamada de Jesucristo y ella se entregó sin reservas y quedó consagrada a Dios por completo.
En 1959, con treinta años, experimentó en Madrid una vivencia mística, que marcó el origen de la que sería su fundación: La Obra de la Iglesia. Cuando se anunciaba en la Iglesia el Concilio ecuménico Vaticano II, ella recibió estas palabras: «Vete y dilo, esto es para todos». Trinidad Sánchez, una mujer sin instrucción, ni renombre, ni estudios teológicos, comenzó a transmitir a todos cuantos se acercaban las verdades del cristianismo que Dios le había revelado porque «urge presentar el verdadero rostro de la Iglesia, desconocida por la mayoría de sus hijos».
Trinidad vivía, junto con otras amigas, en la madrileña calle Cadarso. En un piso alquilado al padre Tomás Morales. Su director espiritual era el padre Julio Sagredo Viña, un joven sacerdote que, pasado un tiempo escribió que la mayor gracia de su vida fue conocer a la madre Trinidad. En marzo de 1959, fue testigo de cómo el Señor elevaba su alma vertiginosamente.
Tiempo después ella describió su experimencia, ocurrida el 18 de marzo de 1959. Ese día Dios la introdujo de una manera profunda e inimaginable en la hondura insondable del Misterio de su vida para que contemplara la Sancta Sanctorum de la Trinidad, velada y oculta. Allí fue introducida sin poder comprender cómo pudo acceder y salir, y seguir viviendo durante varios años después. El motivo de todo era ayudar a la Iglesia.
La Madre Trinidad falleció en la madrugada del 28 de julio de 2021, en Roma.